# オビエ・エジャリア
オビエムノ・ドミニク・オー・”オビエ”・エジャリア（Oviemuno Dominic O. "Ovie" Ejaria、1997年11月18日 - ）は、イングランド・ロンドンサザーク区出身のプロサッカー選手。レディングFC所属。ポジションは、ミッドフィールダー。

## 経歴

### クラブ
アーセナルFCのユースチームでプレーを始め、2014年夏にリヴァプールFCと契約を結んだ。2016年7月に開催されたトレンメア・ローヴァーズFCとのプレシーズンマッチに出場した。
2016年9月のリーグカップ・ダービー・カウンティFCでトップチームデビュー。11月のワトフォードFC戦でプレミアリーグ初出場。
2018年1月31日、サンダーランドAFCにシーズン終了までのレンタル移籍で加入。
2018年6月7日、リヴァプールと長期契約を結び契約を延長したことが発表された。同時に、レンジャーズFCに1年間のレンタルで移籍することも発表された。しかし、12月15日にシーズン途中でのローンバックが発表され、翌2019年1月7日、今度はレディングFCへシーズン終了までのローン移籍が発表された。
その後、登録上は一度リヴァプールへ戻ったが、2019年8月8日に再度レディングへのローン移籍が発表された。なおこの移籍は2020年6月まではローン移籍扱いだが、翌7月には完全移籍となるものである。
2025年8月14日、レアル・オビエドに2年契約で加入した。

### 代表
エジャリア自身はイングランドで生まれ育ったが、両親がナイジェリア移民のためどちらかの代表を選ぶことが出来た。2013年にはU-17ナイジェリア代表のトレーニングに参加している。その後、ナイジェリアA代表からの誘いもあったが、2016年9月にU-20イングランド代表の招集に応じた。優勝した2017 FIFA U-20ワールドカップではグループステージの韓国戦と準々決勝のメキシコ戦に出場した。

## タイトル
U-20 イングランド代表
- FIFA U-20ワールドカップ: 2017